# Camouflage DPM

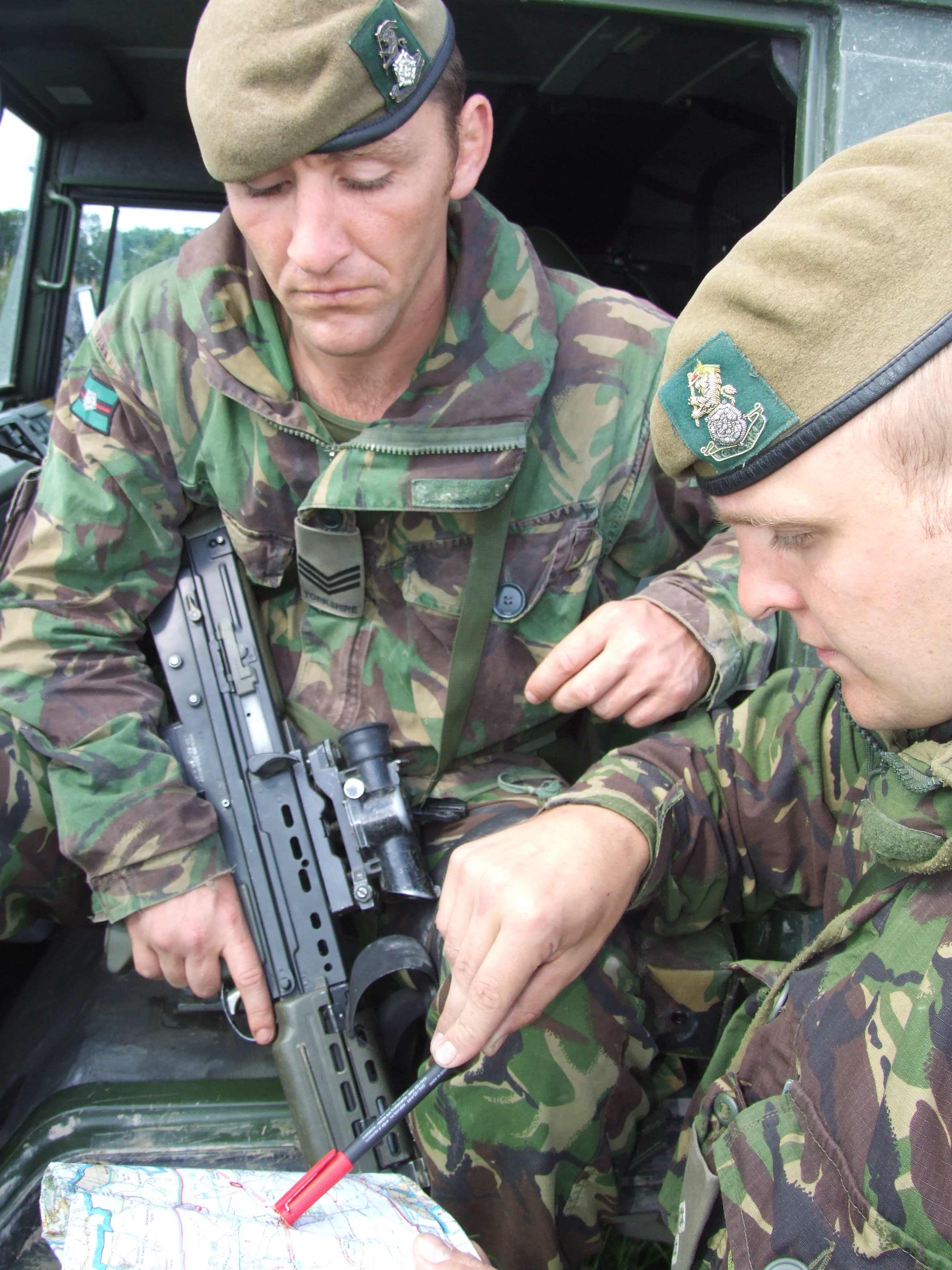
Uniforme camouflé par le motif DPM.

Le Disruptive Pattern Material (DPM) est un motif de camouflage militaire anciennement utilisé par les Forces armées britanniques ainsi que de nombreuses autres armées, en particulier celles issues des anciennes colonies.
Les principales variantes du DPM sont un motif boisé à quatre couleurs et des motifs désertiques à deux, trois ou quatre couleurs. Le motif boisé DPM était utilisé avec la tenue de combat tempérée n° 8 de poids moyen (vers 1966/1968) et la tenue de combat tropicale n° 9 de poids léger (vers 1976). Le modèle DPM " désert " plus tardif (vers la fin des années 1980) était destiné à la tenue de combat « désert » n° 5.
Le DPM a également été produit en noir/blanc/gris Urban DPM, dans différents tons de bleu et même en violet.
Le DPM a été progressivement retiré du service militaire britannique, remplacé par le Multi-Terrain Pattern.

## Historique
L'armée britannique a utilisé pour la première fois une forme de DPM pour la célèbre blouse Denison smock (en) du Parachute Regiment et des Commandos britanniques à partir du début des années 1940. Les premiers exemples de ce modèle auraient été peints à la main. Le modèle de la blouse Denison a subi des modifications mineures et a continué à être utilisé par les Royal Marines et le Parachute Regiment jusque dans les années 1970.

## Développement

### Modèle de 1960
À partir de 1960, la British Army (armée britannique) a reçu l'uniforme de campagne 1960 Pattern, composé d'une blouse de combat, d'un pantalon de combat, d'une cagoule de combat attachée à la blouse par deux boutons d'épaulette et un troisième bouton dissimulé sous le col, et, pour les conditions exceptionnellement froides, d'une parka.

### Première utilisation limitée
Un nouveau DPM britannique a été mis au point au début des années 1960, utilisant les quatre couleurs tempérées de base de l'Europe occidentale, à savoir le noir, le marron foncé, le vert moyen et le sable foncé, pour créer un camouflage très efficace qui a survécu dans sa conception de base, avec seulement de légères modifications des couleurs et des motifs, jusqu'à aujourd'hui.
Ce motif a probablement été utilisé pour la première fois à très petite échelle pour une blouse à capuche, coupe-vent, modèle 1963, délivrée uniquement aux forces spéciales.
En 1966, l'armée a introduit, mais pas de manière universelle, un uniforme de campagne camouflé.
Connu officieusement sous le nom de modèle 1966, il est en fait identique au modèle 1960, bien qu'il soit désormais fabriqué en tissu DPM. Il est étiqueté, comme la version précédente vert olive, Smock, Combat, 1960 Pattern et Trousers, Combat, 1960 Pattern.
La gamme DPM de 1966 n'a pas complètement remplacé la blouse et le pantalon vert olive de 1960, qui ont continué à être largement portés jusqu'à la sortie de l'ensemble DPM de 1968. Les Royal Marines et le Parachute Regiment ont continué à porter le pantalon de combat modèle 1960 avec la blouse Denison, et des exemplaires de ce pantalon ont été fabriqués même après 1968. Ces unités ont finalement cessé de délivrer la blouse Denison smock (entre le milieu et la fin des années 1970) et ont adopté les blouses du modèle général DPM, tout en continuant à porter, pendant un certain temps, le pantalon olive uni du modèle 1960.

### Le modèle 1968 - première utilisation générale
Avant que l'équipement du modèle 1966 n'ait atteint toutes les unités, un modèle légèrement révisé de blouse de combat et de pantalon de combat a été introduit dans la gamme du modèle 1968. La conception du tissu DPM du modèle 1966 a été très peu modifiée pour l'édition 1968, et il semble que les vêtements du modèle 1968 aient été fabriqués pendant un certain temps dans les deux tissus DPM très similaires. La gamme comprenait également une cagoule, Combat, DPM, fabriquée en coton DPM et doublée d'un vert olive uni, qui se fixait au dos de la blouse à l'aide des deux boutons d'épaulette et d'un troisième sous le col.
Ce faisant, la British Army a été la première à adopter un uniforme de camouflage de manière universelle.
Pour les Royal Marines, responsables du flanc nord de l'OTAN, une blouse, coupe-vent, arctique et un pantalon, coupe-vent, arctique ont été introduits vers 1972. Ils étaient fabriqués dans un tissu DPM léger, mais coupe-vent, et pouvaient être portés par-dessus une veste et un pantalon matelassés dans des conditions de froid extrême. La conception de la blouse et du pantalon diffère radicalement des modèles standard et para. La blouse est longue et ample, et comprend une volumineuse capuche à bord métallique, tandis que le pantalon est doté d'une fermeture éclair au bas de la jambe pour pouvoir être enfilé par-dessus des bottes.
Au milieu des années 1970, une nouvelle blouse de parachutiste DPM (Para smock) a été introduite pour le Parachute Regiment et d'autres unités aéroportées. Bien qu'elle soit fabriquée dans le tissu de coton de 1968, sa conception est plus proche de celle de son prédécesseur, la blouse Denison.
À la même époque, une blouse, Sniper, a été introduite, fortement basée sur la blouse parachutiste DPM (Smock Parachutist DPM et partageant de nombreux détails. Elle se distinguait par ses coudes et ses épaules rembourrés, ses poches inférieures déplacées, ses multiples boucles pour fixer le matériel de camouflage naturel et ses crochets pour la bretelle du fusil.
À la fin des années 1970, des lots de camouflage 1968 ont été utilisés par les équipes de neutralisation tactique de la police de l'US Air Force (Air Force Security Forces - AFSC) à la base RAF Upper Heyford pour remplacer temporairement le treillis ERDL/M81 Woodland.

### Développements ultérieurs

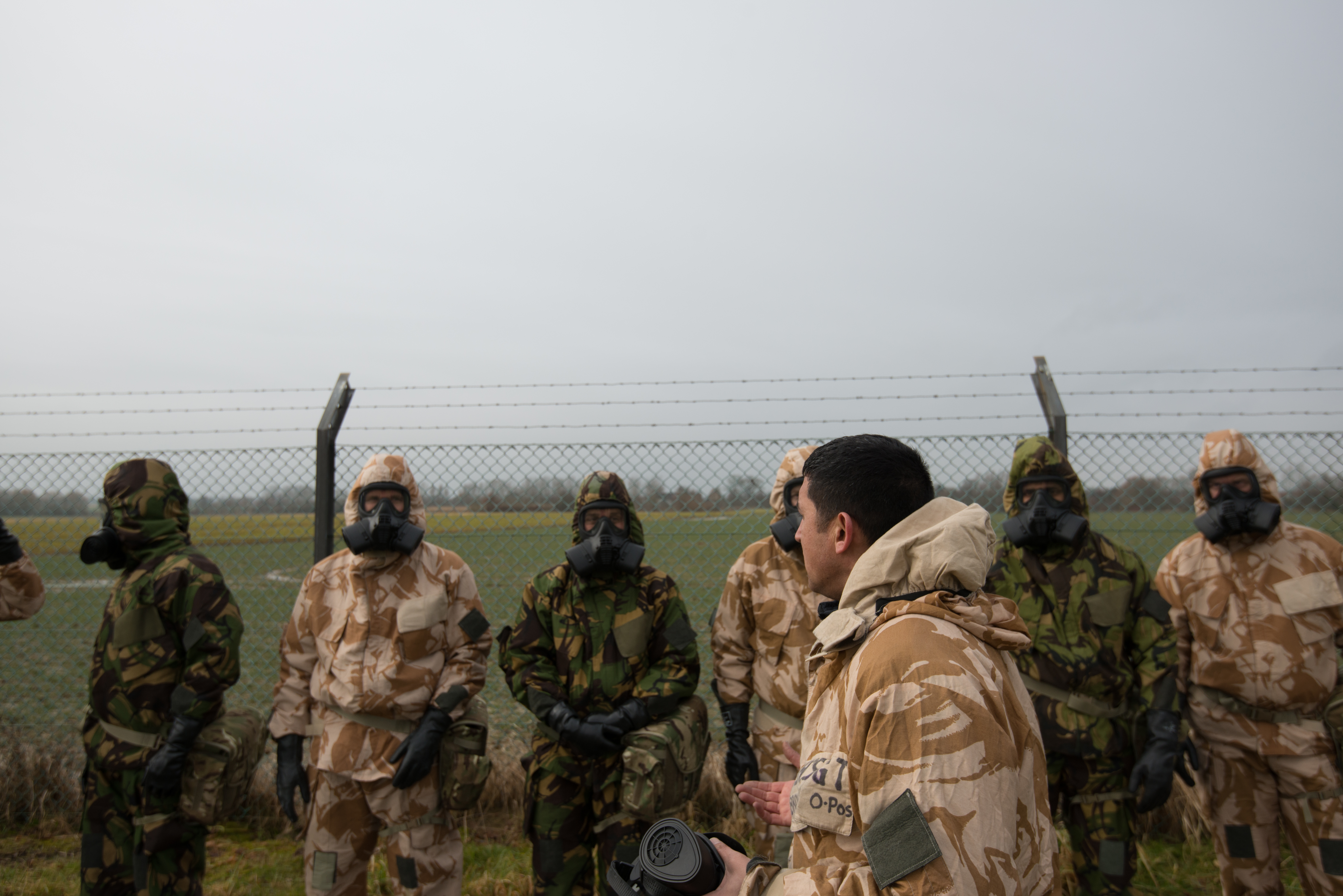
Membres des forces armées britanniques portant des combinaisons NBC dans les variantes désertique et tempérée du DPM en 2015.

Le modèle a été légèrement modifié lors des éditions suivantes. Sur les uniformes DPM du modèle 1960 (fabriqués à partir de 1966) et du modèle 1968, la base de couleur sable semblait s'éclaircir la nuit, devenant dangereusement visible. Ce problème a été résolu à la fin des années 1970, lorsque les couleurs sable et marron ont été légèrement assombries. Le modèle de 1985 comporte moins de points, moins précis, et le brun est beaucoup plus foncé ; le modèle de 1990 et des années suivantes comporte une bande de nouvelles formes et est plus petit ; le modèle de 1994 a une couleur orangée au lieu d'une couleur havane. Les uniformes des DPM tropicaux en poly-coton varient encore davantage ; les premières versions arboraient des couleurs très vives, notamment un brun roussâtre et un vert émeraude, qui s'estompaient au fil des lavages pour laisser place à des tons pastel plutôt inattendus de vert bleuté et de brun rosé. Les Tropicals de la fin des années 1970 et du début des années 1980 ont une base sable plus jaunâtre et sont très recherchés par ceux qui souhaitent paraître élégants, tandis que le style de production final du début des années 1990 utilise des couleurs plus proches des uniformes tempérés.
Les articles DPM du système vestimentaire Combat Soldier 95 ont des couleurs similaires à celles de l'uniforme de 1966. Cependant, au lieu d'imprimer les quatre couleurs sur une base blanchâtre, le tissu est en fait tissé dans la teinte sable et n'est surimprimé que de trois couleurs. Cela entraîne une perte de contraste entre les couleurs après le lavage et l'usure, et les vêtements ont tendance à paraître plus sombres lorsqu'ils sont mouillés que les types précédents.
Bien que de légères modifications aient été apportées au DPM et aux couleurs, le motif est facile à reconnaître. Il existe également des versions de la DPM pour la jungle où les couleurs sont plus vives, et sur une variante, le bronzage est plus foncé que le vert.
À partir de 1990[citation nécessaire], un système d'équipement de port de charge personnel a été introduit, initialement produit en vert olive. Le type olive a rapidement été remplacé en production par une version à motifs perturbateurs, et aujourd'hui, presque toutes les sangles et tous les sacs à dos britanniques sont à motifs perturbateurs dans le motif Multi-Terrain Pattern (MTP).
L'équipement DPM actuel est revêtu d'une couche IRR (Infrared Reflective). Ce revêtement a une longueur d'onde réfléchissante spécifique afin de se fondre dans les couleurs naturelles du spectre de la lumière infrarouge, ce qui réduit la visibilité des soldats pour les dispositifs de vision nocturne, qui détectent la lumière infrarouge, car les arbres et autres plantes vertes reflètent la lumière rouge foncé et infrarouge (l'effet bois).

#### Variantes désert

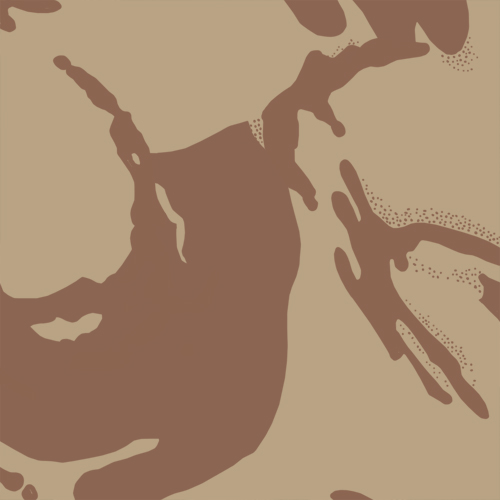
Un échantillon de motif camouflage Desert DPM.

Une variante pour le désert a d'abord été émise sur une base limitée à la fin des années 1980, avec des teintes sable et kaki atténuées, mais elle a été remplacée par une version bicolore marron clair sur sable en 1990, car des versions quadrichromiques (marron clair et foncé, kaki et sable) avaient été adoptées par certains pays du Moyen-Orient, notamment le Koweït et la Garde républicaine irakienne. [Une variante comprenant une nuance de vert est également portée par les membres des forces armées nationales indonésiennes affectés au contingent Garuda servant dans les missions de maintien de la paix des Nations unies.
Une version tricolore (brun rougeâtre, kaki et sable) existe également et a été portée par les forces syriennes, les forces libanaises et la Garde nationale d'Arabie saoudite.

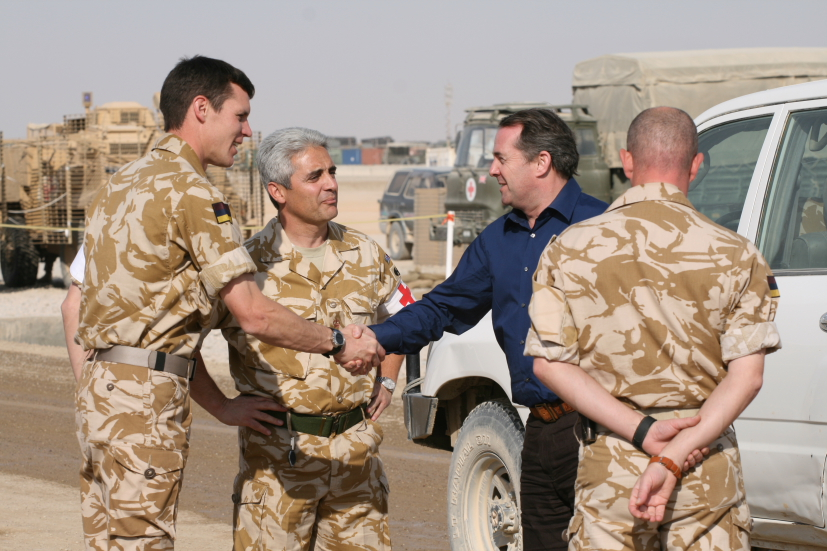
Soldats britanniques portant des No.5 Desert Combat Dress bicolores en 2007..
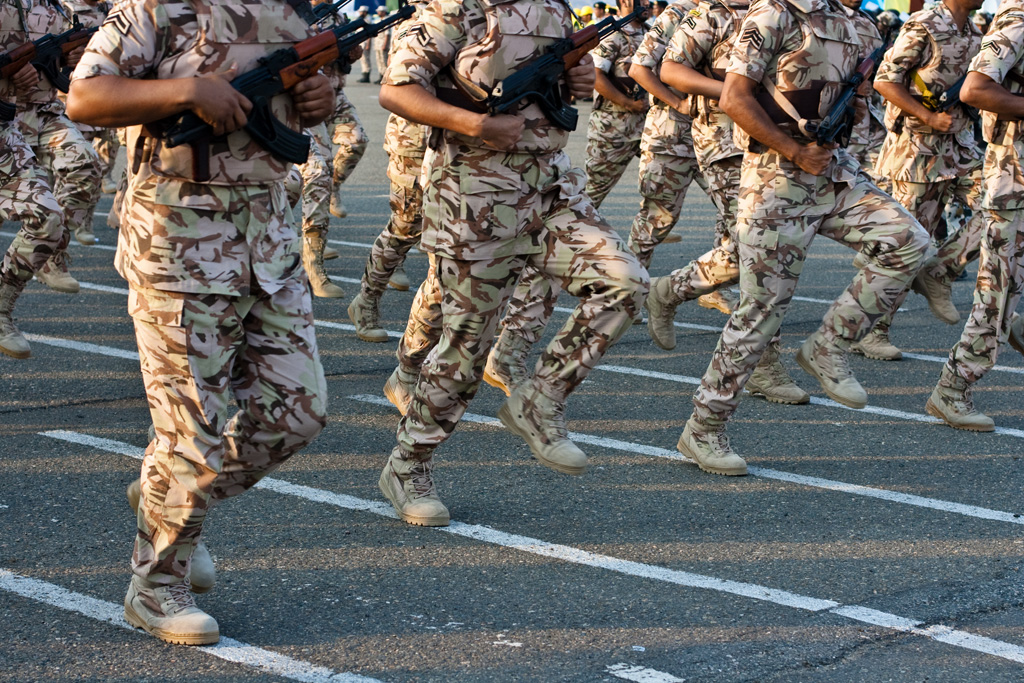
Les gardes nationaux d'Arabie saoudite défilent dans un DPM tricolore dans le désert.
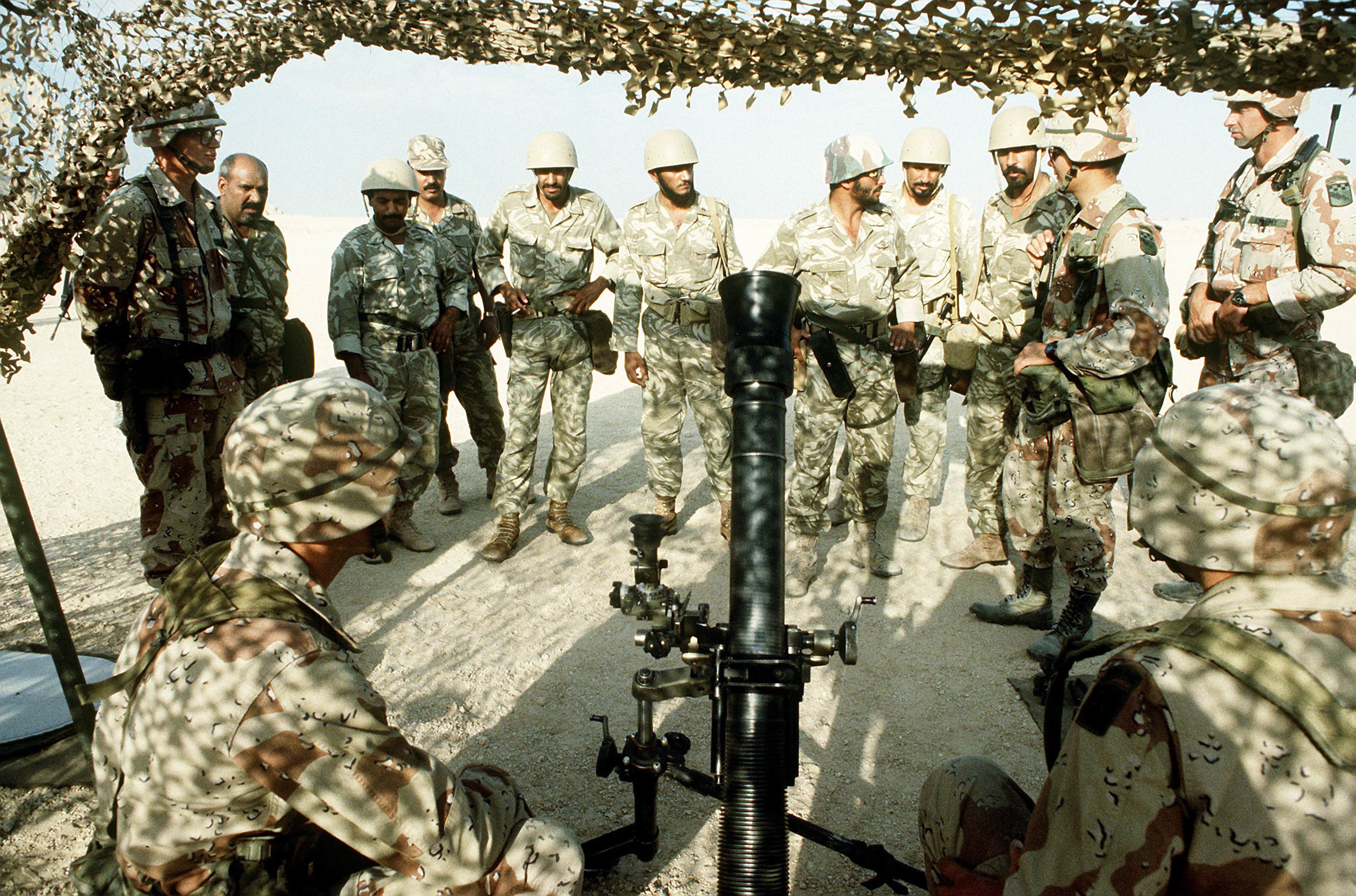
Gardes nationaux d'Arabie saoudite portant le Desert DPM tricolore pendant le Bouclier du désert..
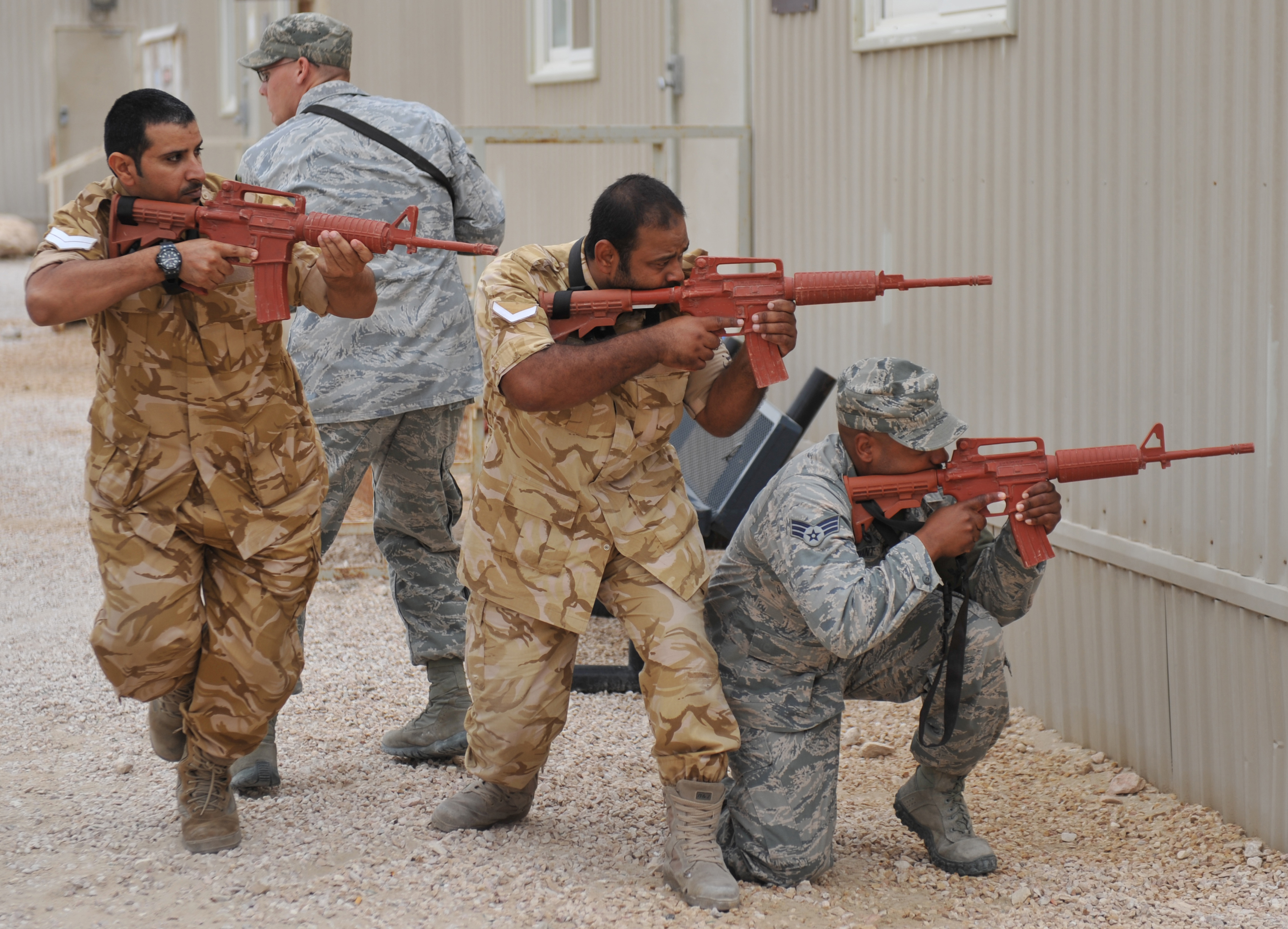
Exemples d'une variante désertique à quatre couleurs de la DPM.
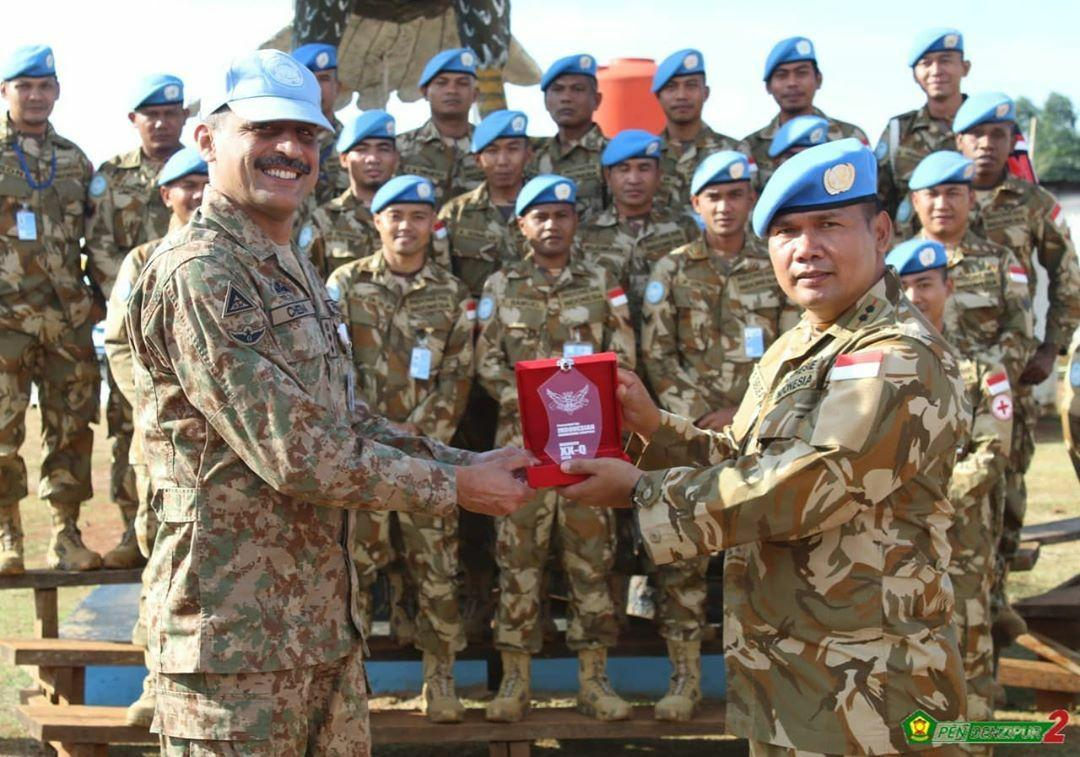
Plusieurs exemples de la variante indonésienne à quatre couleurs de la DPM du désert

## Variants

### New Zealand DPM
The New Zealand disruptive pattern material, également connu sous le nom de New Zealand DPM (NZDPM), était le motif de camouflage officiel des uniformes des forces de défense néo-zélandaises de 1980 à 2013.

### GVT M93
Une évolution de la DPM utilisée par les forces armées des Pays-Bas

## Utilisateurs

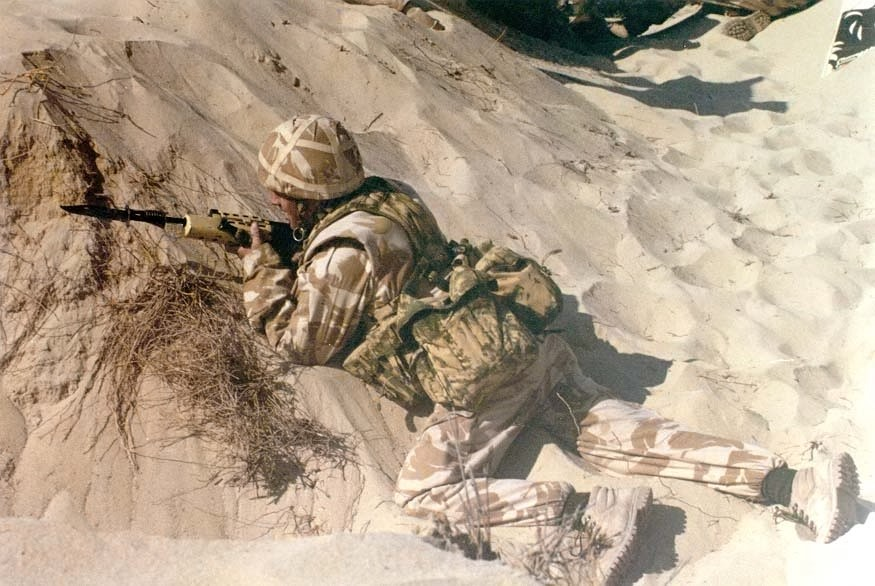
Variante désertique du DPM durant la guerre du Golfe de 1991.

| - Algérie - Argentine - Brunei - Bulgarie - France Utilisé par les commandos marines. - Cambodge - Chine - Jordanie - Papouasie-Nouvelle-Guinée - Gambie - Hong Kong - Indonésie | - Irak - Irlande - Liban - Malaisie - Pays-Bas - Nouvelle-Zélande - Oman - Pakistan - Philippines - Portugal - Taïwan | - Afrique du Sud - République serbe de Bosnie - Roumanie - Arabie saoudite - Eswatini - Tanzanie - Émirats arabes unis - États-Unis Quelques utilisation chez les marines et l'Air Force - Yémen |

## Remplacement
Le Multi-Terrain Pattern (MTP) est un motif de camouflage à six couleurs destiné à remplacer à la fois l'uniforme DPM (woodland) à quatre couleurs et l'uniforme DPM (desert) utilisés par les forces armées britanniques. Le MTP a été acheté et annoncé à la fin de l'année 2009, en vue d'une utilisation sur le théâtre d'opérations en Afghanistan, mais aussi sur d'autres théâtres. Une série de motifs a été testée et évaluée en Grande-Bretagne, à Chypre, au Kenya et en Afghanistan par rapport au DPM, aux motifs du désert et aux motifs existants disponibles dans le commerce. En avril 2010, les uniformes de combat MTP ont commencé à être distribués aux forces déployées en Afghanistan,.
Il était prévu que le DPM soit complètement supprimé pour les forces régulières et de réserve britanniques d'ici 2016, mais l'utilisation du motif jungle DPM pourrait encore être conservée par les forces spéciales pour les opérations dans la jungle.